# Anexação do sul e leste da Ucrânia pela Rússia

Mapa mostrando os oblasts ucranianos em laranja, com uma linha vermelha marcando áreas controladas pela Rússia.

A anexação do sul e leste da Ucrânia pela Rússia ocorreu em 30 de setembro de 2022, quando a Federação Russa assinou tratados de adesão formalmente anexando os oblasts ucranianos parcialmente ocupados de Luhansk, Donetsk, Zaporíjia e Kherson como parte da Federação Russa. Coletivamente, essas quatro regiões representam cerca de 15% do território da Ucrânia. A Rússia não controla totalmente nenhuma das quatro regiões, onde as hostilidades militares estão em andamento, e grande parte da população fugiu desde o início da invasão da Ucrânia pela Rússia em 2022. A anexação foi formalizada em Moscou em uma cerimônia oficial na presença dos chefes das quatro regiões (Leonid Pasechnik, Denis Pushilin, Yevgeny Balitsky e Vladimir Saldo) e do presidente russo Vladimir Putin. A Ucrânia, a União Europeia e as Nações Unidas afirmaram que a cerimônia de anexação não tem valor legal.
A anexação ocorreu depois que referendos condenados pelas Nações Unidas foram organizados por autoridades apoiadas pela Rússia nas quatro regiões. A anexação foi amplamente condenada e permanece desconhecida pela comunidade internacional. Horas após o anúncio, o presidente ucraniano Volodymyr Zelenskyy, o primeiro-ministro Denys Shmyhal e o presidente do Parlamento Ruslan Stefanchuk anunciaram formalmente que a Ucrânia iniciaria oficialmente o processo de adesão à OTAN de forma acelerada.
Sua anexação criou uma ponte terrestre entre o continente russo e a Crimeia, que a Rússia também anexou em 2014.

## Antecedentes
Os quatro oblasts originaram-se das províncias de Yekaterinoslav, Quersom, Táurida e Kharkov e Don Host do Império Russo. Eles foram reorganizados ao longo dos anos durante o regime comunista, quando a Ucrânia fazia parte da União Soviética. As fronteiras permaneceram estáticas depois que a Ucrânia se tornou independente em 1991.
Em fevereiro e março de 2014, a Rússia invadiu e posteriormente anexou a Crimeia da Ucrânia por meio de um referendo no qual 96% da população votou a favor da anexação.
Em abril de 2014, separatistas pró-Rússia no leste da Ucrânia proclamaram o estabelecimento da República Popular de Donetsk (no Oblast de Donetsk da Ucrânia) e da República Popular de Luhansk (no Oblast de Luhansk da Ucrânia) com o apoio da Rússia.
Em 21 de fevereiro de 2022, a Rússia reconheceu oficialmente a República Popular de Donetsk e a República Popular de Luhansk. Três dias depois, a Rússia iniciou uma invasão em grande escala da Ucrânia, durante a qual capturou o território anexado nos oblasts de Kherson e Zaporíjia, com ocupações militares começando na primeira semana.

## Referendo e anexação

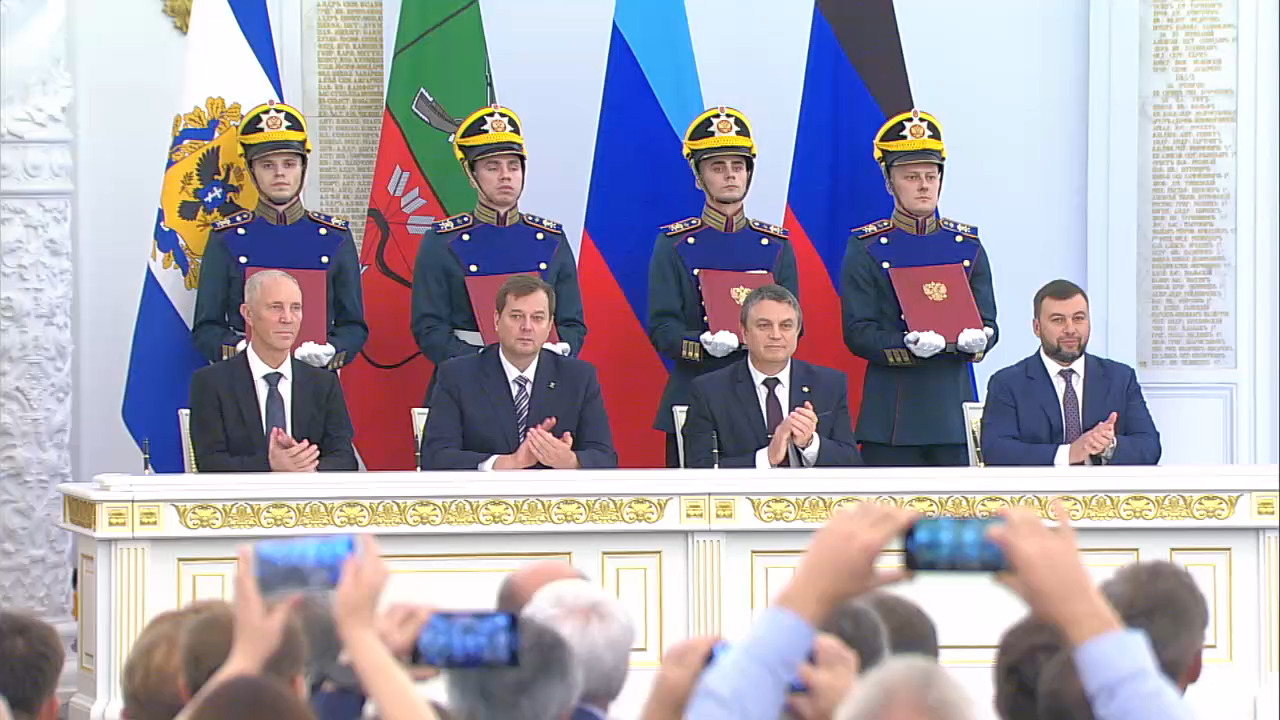
Imagem da cerimônia de anexação, realizada em Moscou, mostrando os quatro líderes das quatro regiões anexadas pela Rússia. A autoridade desses líderes é reconhecida apenas pelo governo russo.

Em 20 de setembro, as autoridades das repúblicas separatistas de Donetsk e Lugansk, bem como as administrações de ocupação dos oblasts de Kherson e Zaporíjia, anunciaram referendos sobre a adesão à Rússia em 23 a 27 de setembro.
Em 27 de setembro, autoridades russas afirmaram que o "referendo" de adesão em Zaporíjia foi aprovado, com 93,11% dos eleitores a favor da adesão à Federação Russa.
Em 29 de setembro, foi relatado que a Rússia anexaria formalmente as regiões de Lugansk, Donetsk, Zaporíjia e Kherson no dia seguinte, em 30 de setembro.
Algumas estimativas sugerem que a reconstrução dos territórios anexados custaria à Rússia entre 100 e 200 bilhões de dólares. Um orçamento do estado publicado em 29 de setembro pelo Kremlin revelou que 3,3 bilhões de rublos foram reservados para reconstruir as regiões.
O território que a Rússia anexaria equivale a mais de 90 000 km2, ou cerca de 15% da área total da Ucrânia – aproximadamente o tamanho da Hungria ou Portugal.
A Rússia não ocupa totalmente nenhum dos quatro oblasts. Forças ucranianas recuperaram territórios em recentes contraofensivas nas regiões de Kherson e Lugasnk, e ainda detém significativas porções das regiões de Donetsk e Zaporíjia. A cidade de Zaporíjia, capital do oblast homônimo, segue sob controle ucraniano.
Putin anunciou em um discurso em 30 de setembro que a Rússia havia anexado as quatro regiões ocupadas durante o conflito. Antes da proclamação, o porta-voz do Kremlin, Dmitry Peskov, afirmou que um ataque ao território recém-anexado seria considerado um ataque à Rússia.

## Reações
Alguns observadores pensam que, se a Rússia "anexasse formalmente um vasto pedaço adicional da Ucrânia, Putin estaria essencialmente desafiando os Estados Unidos e seus aliados europeus a arriscar um confronto militar direto", e certamente aumentaria o conflito em andamento entre a Rússia e a Ucrânia.
A subsecretária-geral da ONU para Assuntos Políticos e de Consolidação da Paz, Rosemary DiCarlo, rejeitou o referido referendo falso: "As ações unilaterais visavam fornecer um verniz de legitimidade à tentativa de aquisição pela força por um Estado do território de outro Estado, ao mesmo tempo em que alegava representar a vontade do povo, não pode ser considerado legal de acordo com o direito internacional".
Na reunião do Conselho de Segurança das Nações Unidas em 30 de setembro de 2022, a votação sobre uma resolução para condenar a Rússia pela anexação desses territórios resultou em 10 votos "sim", 4 abstenções e 1 "não" - a Rússia vetou a resolução.
Os Estados Unidos e a União Europeia condenaram a anexação ilegal de quatro regiões da Ucrânia e anunciaram novas sanções contra a Rússia. O presidente estadounidense Joe Biden chamou a anexação de uma "tentativa fraudulenta" de apropriar-se de um território ucraniano. O primeiro-ministro neerlandês Mark Rutte disse: "Os Países Baixos nunca reconhecerão esta anexação, assim como a da Crimeia." "Nós vamos garantir que ele (Poetin) perca essa guerra ilegal.", segundo a primeira-ministra britânica Liz Truss. A primeira-ministra sueca Magdalena Andersson chamou a anexação de uma "farça completa".
No dia 12 de outubro de 2022, 143 dos 193 membros da Assembleia Geral da ONU votaram a favor de uma resolução condenando a anexação de regiões da Ucrânia pela Rússia.